# یاسین (فیلم)
یاسین فیلمی به کارگردانی حامد امرایی و محصول سال 1393 است. این فیلم در تاریخ ۲۷ خرداد 1394 در سینماهای ایران اکران شد.

## خلاصه داستان
این فیلم در مورد پدری است که در مقطعی از زندگی با سوء استفاده از موقعیت پسر کوچکش که حافظ قرآن است، سعی در رانت خواری و بهره‌برداری‌های مادی و معنوی به نفع خودش دارد که در این بین اتفاقی می‌افتد...

## بازیگران
- رضا توكلي
- حسين سليماني
- آزاده شمس
- حميد فرخ نژاد
- پریوش نظریه
- يوسف مراديان[۳]

## حواشی
حامد امرایی کارگردانی فیلم یاسین را بر عهده داشته است و در مقطعی از ادامه ساخت این پروژه انصراف داد و رهبر قنبری جایگزین وی شد و ادامه فیلم را فیلمبرداری کرد . این فیلم ابتدا نام های پرواز زنبورها، ما همه گناهکاریم و ما متهمیم را داشته و سپس به یاسین تغییر نام داده است.
حامد امرایی درباره تغییر فیلمنامه فیلم یاسین گفت: «آقای مجید مجیدی یکی از کارگردانانی بودند که این فیلمنامه را مطالعه کردند اما متأسفانه بعد از خواندن آن گفتند که ایده اصلی فیلمنامه ما یکی از طرح هایی بوده که ایشان برای ساخت در نظر داشتند و می خواستند در آینده آن را بسازند. از این رو من و آقای علی اکبری به احترام ایشان با اینکه پروانه ساخت فیلم را دریافت کرده بودیم فیلمنامه را با تغییر همراه ساختیم و این باعث شد تا فیلم یاسین آن فیلمی که من مایل بودم به عنوان اولین اثر بلند سینمایی ام به سینمای کشور ارائه دهم نباشد.»
حامد امرایی درارتباط با حمایت مسئولان گفت: «متأسفانه زمانی که ما در مرحله پیش تولید این فیلم به سر می بردیم همزمان با تغییر و تحولات مدیران سینمای کشور بود و این باعث شد تا مدیران جدید دولت یازدهم حمایتی از فیلم ما نکنند. این در حالی بود که ما موافقت روسای سازمان سینمایی و مرکز گسترش سینمای مستند و تجربی دولت پیشین را برای حمایت از این اثر به دست آورده بودیم اما مدیران جدید به شدت پشت ما را خالی کردند و هیچ گونه حمایت مالی و معنوی برای ساخت این اثر سینمایی انجام ندادند.»